# Malpighia flavescens
Malpighia flavescens är en tvåhjärtbladig växtart som beskrevs av F. K. Meyer. Malpighia flavescens ingår i släktet Malpighia och familjen Malpighiaceae. Inga underarter finns listade i Catalogue of Life.